# Ždírec (ort i Tjeckien, Plzeň)
Ždírec är en ort i Tjeckien.   Den ligger i regionen Plzeň, i den västra delen av landet, 90 km sydväst om huvudstaden Prag. Ždírec ligger 410 meter över havet och antalet invånare är 430.
Terrängen runt Ždírec är platt åt sydväst, men åt nordost är den kuperad. Ždírec ligger nere i en dal. Runt Ždírec är det glesbefolkat, med 14 invånare per kvadratkilometer. Närmaste större samhälle är Blovice, 3,9 km nordväst om Ždírec. I omgivningarna runt Ždírec växer i huvudsak blandskog.